# (3707) Schröter
(3707) Schröter – planetoida z głównego pasa planetoid okrążająca Słońce w ciągu 4 lat i 84 dni w średniej odległości 2,61 j.a. Została odkryta 5 lutego 1934 roku w Landessternwarte Heidelberg-Königstuhl w Heidelbergu przez Karla Reinmutha. Nazwa planetoidy została nadana na cześć niemieckiego astronoma, Egona Horsta Schrötera (ur. 1928), dyrektora Kiepenheuer-Institut für Sonnenphysik we Fryburgu oraz przewodniczącego Astronomische Gesellschaft w latach 1987–1990. Przed nadaniem nazwy planetoida nosiła oznaczenie tymczasowe (3707) 1934 CC.